# Paris-Roubaix de 1939
A 40.ª edição da Paris-Roubaix teve lugar a 9 de abril de 1939 e foi vencida pelo belga Émile Masson aventajando a seus perseguidores em 1 minuto e 30 segundos. Esta edição foi a última antes de uma paragem ocasionado pela II Guerra Mundial.

## Classificação final
| Posição | Ciclista             | Equipa               | Tempo      |
| ------- | -------------------- | -------------------- | ---------- |
| 1       | Émile Masson         | Alcyon               | 7h 17' 30" |
| 2       | Marcel Kint          | Mercier-Hutchinson   | + 1' 30"   |
| 3       | Roger Lapébie        | Mercier-Hutchinson   | m. t.      |
| 4       | Maurice Archambaud   | Mercier-Hutchinson   | m. t.      |
| 5       | Cyriel Vanoverberghe | Pelissier-Hutchinson | m. t.      |
| 6       | Sylvain Grysolle     | Dilecta-Wolber       | + 3' 08"   |
| 7       | Robert Wierinckx     | Dilecta-Wolber       | m. t.      |
| 8       | Albert Hendrickx     | Labor-Dunlop         | m. t.      |
| 9       | Antonin Magne        | Mercier-Hutchinson   | m. t.      |
| 10      | Noël Declercq        | Dossche              | m. t.      |